# میریام کارلین
میریام کارلین (انگلیسی: Miriam Karlin؛ ۲۳ ژوئن ۱۹۲۵ – ۳ ژوئن ۲۰۱۱) هنرپیشه اهل بریتانیا بود. از فیلم‌هایی که وی در آن نقش داشته است، می‌توان به پرتقال کوکی، درباره فیدل و مالر اشاره کرد.